# Freedom Williams
Frederick Brandon Williams (Brooklyn, New York, 1966. február 13. –) amerikai hiphop- és dance-előadó, a C+C Music Factory énekese, rappere.

## Karrierje
Karrierje a C+C Music Factoryval kezdődött, ahol a debütáló Gonna Make You Sweat című albumon található dalok nagy részében ő közreműködik, mint rapper, és énekes. A legnagyobb sláger a Gonna Make You Sweat (Everybody Dance Now) című debütáló dal, mely 1990-ben jelent meg, és a Billboard Hot 100-as listán az 1. helyen végzett. Hallható  még a hangja a Here We Go (Let's Rock & Roll),  és a Things That Make You Go Hmmm... című dalokban is. Mindhárom dal slágerlistás helyezést ért el az Államokban a Billboard Hot Dance Music / Club Play slágerlistán. David Cole producer 1994-ben felkérte, hogy dolgozott az új C+C Music Factory-anyagon.
William szólókarrierje az 1993. június 1-jén megjelent Voice of Freedom című kislemezzel kezdődött, mely 74. helyezett volt a Billboard Hot 100-as listán, valamint a 4. helyig sikerült jutnia a Hot Dance Music / Club Play listán. A következő dal a Groove Your Mnd a Hot Dance Music / Club Play listán a 33. helyig jutott.
2004-ben az angol kislemezlistán 8. helyezést ért el a Sweat the Remixes című sikeres kislemez, melyet az RMD Entertainment nevű csapattal készített el, majd 2006-ban a Masterboy nevű német csapat US-Album című lemezén, mely csak digitálisan jelent meg, közreműködött mint rapper.
A 2000-es évek közepén aktívan dolgozott, majd tulajdonosa lett a Continental Basketball Association nevű bajnokságon részt vevő Atlanta Krunk nevű kosárlabdacsapatnak.

## Diszkográfia

### Albumok
- 1993 Freedom
- 2004 Sweat (Everybody Dance Now)

### Kislemezek
- "Voice of Freedom"
- "Groove Your Mind"
- "Proud Warrior"
- "Back In"
- "Sweat the Remixes"

### Közreműködő előadóként
- "Another Night" (a Masterboy 2006-os albumán)
- "Into the Future" (együttműködve Mark E Walkerrel)